# هوتندروخزندگان
هوتندروخزندگان (نام علمی: Eudromaeosauria) نام یک کلاد از شاخه طنابداران است.